# GMC Typhoon
GMC Typhoon — американский автомобиль, выпускавшийся с 1992 по 1993 год на заводе в штате Мичиган. Typhoon собирался на платформе GMC Jimmy SUV 1991 года. Всего было построено 4 697 автомобилей GMC Typhoon.

## История
Предшественником Typhoon был пикап GMC Syclone, появившийся в 1991 году. Он обладал посредственными внешним видом. Автомобиль имел рекордный для того времени показатель по разгону до 100 км/ч за 4,5 секунды. Через два года появился и легендарный Typhoon. Он отличался кожаным салоном и ещё множеством доработок. Автомобили производились с 1991 по 1993 год и в сумме их было выпущено около 8 тысяч, что придает данной модели раритетности и делает её желанной для многих автолюбителей.

## Характеристики

### Двигатель
Что касается двигателя, то под капотом GMC Typhoon, как и модели Syclone, размещался силовой агрегат LB4 V6 объёмом 4,3 литра, который был оснащён турбонагнетателем Mitsubishi TD06-17C/8cm2 и интеркулером от компании Garret. Мощность его составляла 300 л. с. Поршневые штоки, прокладки головок цилиндра и многие другие детали этого двигателя были позаимствованы у силового агрегата V8 GM Small-Block объёмом 5,7 литра. Мотор работал в паре с 4-ступенчатой автоматической коробкой передач GM 700R4 (4L60) и раздаточной коробкой BorgWarner 1372/4472, благодаря которой 35 % крутящего момента приходилось на передние колёса, а остальные 65 % на задние.

### Трансмиссия и тормозная система
Стоит отметить, что все автомобили GMC Typhoon были полноприводными и обладали улучшенной тормозной системой и спортивными настройками подвесок. Тормозные механизмы Kelsey-Hayes с ABS, вентилируемыми дисками спереди и барабанами сзади прекрасно подходили для того, чтобы быстро остановить автомобиль массой 1730 кг.

### Интерьер и комплектация
Интерьер автомобиля был довольно приятным на вид и вполне комфортным. Вместительный салон, отделанный кожей (свободная посадка четырёх взрослых человек) был оснащён набором стандартных опций, таких как регулируемая рулевая колонка, гидроусилитель руля, СD — магнитола.